# Radula retroflexa
Radula retroflexa là một loài rêu trong họ Radulaceae. Loài này được Taylor mô tả khoa học đầu tiên năm 1846.